# Video Speedway
Video Speedway is een computerspel voor het platform Philips CD-i. Het spel werd uitgebracht in 1992. 